# ماریو سوسا
ماریو سوسا (اسپانیایی: Mario Sosa‎؛ زادهٔ ۱۹۱۰ - درگذشته نامشخص) بازیکن فوتبال اهل کوبا بود.
وی همچنین در تیم ملی فوتبال کوبا بازی کرده‌است.